# Óscar Díaz González
Óscar Díaz González, meglio noto come Óscar Díaz (Madrid, 24 aprile 1984), è un calciatore spagnolo, centrocampista del Carrús Ilicitana.

## Carriera

### Club
Óscar Díaz compie una carriera prevalentemente in Segunda División, cambiando più volte squadra, anche nel periodo di appartenenza al Maiorca, anche se esordisce in Primera División nella stagione 2008-2009 proprio con la squadra delle Baleari.
Il 28 giugno 2013 l'Almería acquista il cartellino del giocatore per una stagione, con l'opzione di rinnovo per un'altra stagione. In Coppa del Re contro il Las Palmas segna due reti (la prima apre le marcature del match, la seconda è su rigore) a distanza di dieci minuti una dall'altra, garantendo così alla sua squadra un 1–3 esterno.
Il 24 marzo, contro la Real Sociedad, segna al 29º minuto il suo primo gol nella massima serie spagnola. Si ripete nella partita successiva, stabilendo ancora un momentaneo 1–1. Conclude la stagione con trenta presenze in campionato condite da quattro gol.